# منتخب البرتغال لدوري الرغبي
منتخب البرتغال لدوري الرغبي هو ممثل البرتغال الرسمي في المنافسات الدولية في دوري الرغبي .